# Station Lison
Station Lison is een spoorwegstation in het gehucht La Gare in de Franse gemeente Moon-sur-Elle in het departement Manche op de grens met de gemeente Lison in het department Calvados.

## Treindienst
| Serie | Treinsoort | Route                                         | Bijzonderheden |
| ----- | ---------- | --------------------------------------------- | -------------- |
| K 2+  | TER (SNCF) | Paris Saint-Lazare – Caen – Lison – Cherbourg |                |